# Рюсо Цухіно
Рюсо Цухіно (яп. 辻野 隆三, Tsujino Ryūsō, нар. 24 лютого 1969 р.) — японський колишній професійний тенісист.
Одружений з японською актрисою та співачкою Йоко Огіноме.

## Кар'єра
Цухіно двічі пройшов другий тур турніру в Токіо в приміщенні, в 1990 році, коли переміг Джої Ріве, і в 1993 році, коли він мав перемогу над Патріком Кюненом. 
На відкритому чемпіонаті Австралії 1994 року, коли він єдиний вийшов на турнір Великого шолома, Цухіно програв у стартовому раунді Бренту Ларкхему.  Того ж року він був срібним призером змішаних пар на Азійських іграх у Хіросімі у партнерстві з Наною Міягі.
Він грав у п'яти поєдинках Кубка Девіса за Японію в період з 1992 р. до 1995 р. Дві його перемоги були обидві в парному розряді, разом із Томасом Шимадою, проти китайської та філіппінської пар. 